# DeBusk Scarp
Das DeBusk Scarp ist ein steilwandiges, etwa 300 m hohes Felsenkliff von rund 3 km Länge an der Wilkins-Küste des Palmerlands auf der Antarktischen Halbinsel. Es ragt an der Südseite der Mündung des Bingham-Gletschers in das Larsen-Schelfeis auf.
Hubert Wilkins fotografierte die Formation bei einem Überflug im Jahr 1928. Wissenschaftler der United States Antarctic Service Expedition (1939–1941) nahmen im Jahr 1940 eine Vermessung des Gebiets vor. Ein weiterer Besuch erfolgte im Rahmen der Ronne Antarctic Research Expedition (1947–1948). Deren Leiter Finn Ronne benannte das Kliff nach Clarence Kizer DeBusk (1898–1950), Vertreter der Chamber of Commerce im texanischen Beaumont, der bei den Vorbereitungen der Ronne-Expedition behilflich war.